# アメリカ陸軍航空教育研究センター
アメリカ陸軍航空教育研究センター（U.S. Army Aviation Center of Excellence）は、アラバマ州フォート・ノボセルに所在する米陸軍航空科に関する訓練および開発の中枢機関である。以前は、陸軍航空センターおよび学校（Army Aviation Center and School）と称されていた。軍人、軍属および海外学生の指導力を養成し、 航空戦闘の教義とDOTMLPF（教義･組織･訓練･資材･統率力及び教育･要員並びに施設）に関わる要求事項の統合を図るとともに、保有する装備品等を管理し、アメリカ陸軍の兵士、軍属、退役軍人およびその家族の福利厚生に貢献している 。指揮官は、少将　マイケル・D・ランディである。
教育研究センターの隷下部隊には、第1航空旅団、第110航空旅団および第128航空旅団（元航空兵站学校）の３つの航空旅団と下士官学校（Noncommissioned Officers' Academy）がある。

## 歴史

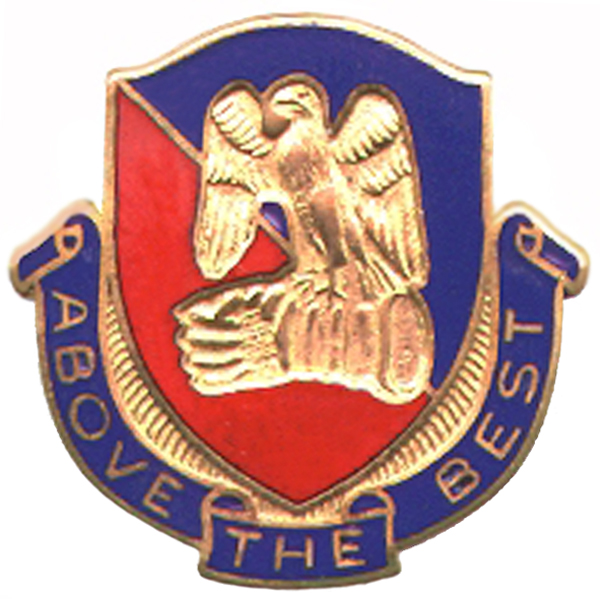

陸軍航空による組織的な戦闘行動が初めて行われたのは、1942年11月の北アフリカの海岸でのことであった。第2次世界大戦中には、L-4グラスホッパーおよびそれよりもやや大型のL-5センチネルが射弾修正、情報収集、海上からの砲撃支援、爆撃指揮などに用いられた。その頃の操縦士および整備員に対する訓練は、そのほとんどがオクラホマ州ヘンリー・ポスト陸軍飛行場にあった野戦砲兵学校の航空訓練部において実施されていたが、陸軍航空軍（Army Air Forces ）においても陸軍航空要員に対する基本訓練の一部が実施されていた。朝鮮戦争の間、ヘンリー・ポスト陸軍飛行場にあった航空訓練部が拡大され、1953年の初めに陸軍航空学校（Army Aviation School）へと改編された。その後、航空および砲兵の双方の訓練が増大し、ヘンリー・ポスト陸軍飛行場では手狭となったことから、航空学校を他の駐屯地に移設することが決定された。それに適した永続的な陸軍駐屯地が見つからなかったため、一時的な駐屯地であったアラバマ州のキャンプ・ラッカーが移設先に決まった。
アラバマ州への陸軍航空学校の移設は1954年に開始され、その年の10月には、キャンプ・ラッカーでの最初の授業が始まった。
1955年2月1日、キャンプ・ラッカーにおいて、陸軍航空センター（Army Aviation Center）が正式に創設された。その年の10月、その駐屯地は永続的な施設に指定され、キャンプ・ラッカーからフォート・ラッカー(2023年にフォート・ノボセルへと改称)へと改称された。1950年代の半ばまで、陸軍の航空操縦士および航空整備員の基本訓練は、空軍により実施されていた。1956年、国防総省は、陸軍の航空操縦士等の訓練を陸軍に移管した。空軍が陸軍の航空操縦士等の訓練をおこなっていたテキサス州のゲイリー空軍基地およびウォルタース空軍基地も、陸軍へと移管された。フォート・ラッカーの施設はまだ整備が不十分であったため、固定翼機の基本訓練は1959年までキャンプ・ゲイリーで、回転翼機の基本訓練は1973年までフォート・ウォルタースでそれぞれ実施された。
キャンプ・ラッカー（当時）においては、初めての黒人操縦教官であるミルトン・クレンシャーが1954年から1966年にかけて教育を担当した。  
1956年、陸軍航空センターは、回転翼機用武装兵器の組み立ておよび試験を開始した。まだ建前上は空軍が航空火力支援に関する排他的責任を有している中で行われたこれらの試験は、陸軍用ヘリコプターの武装システム開発の先駆けとなった。
2005年には、基地閉鎖および再編（Base Realignment and Closure, BRAC）委員会において、フォート・ユースティスの航空兵站部門をフォート・ラッカーの航空センターおよび学校に併合することが勧告された。結果的には、その併合は実現しなかった。その後、航空センターは、アメリカ陸軍航空戦闘センター（U.S. Army Aviation Warfighting Center）と改称され、その後さらにアメリカ陸軍航空教育研究センター（U.S. Army Aviation Center of Excellence）へと改称された。

## 指揮系統および編成

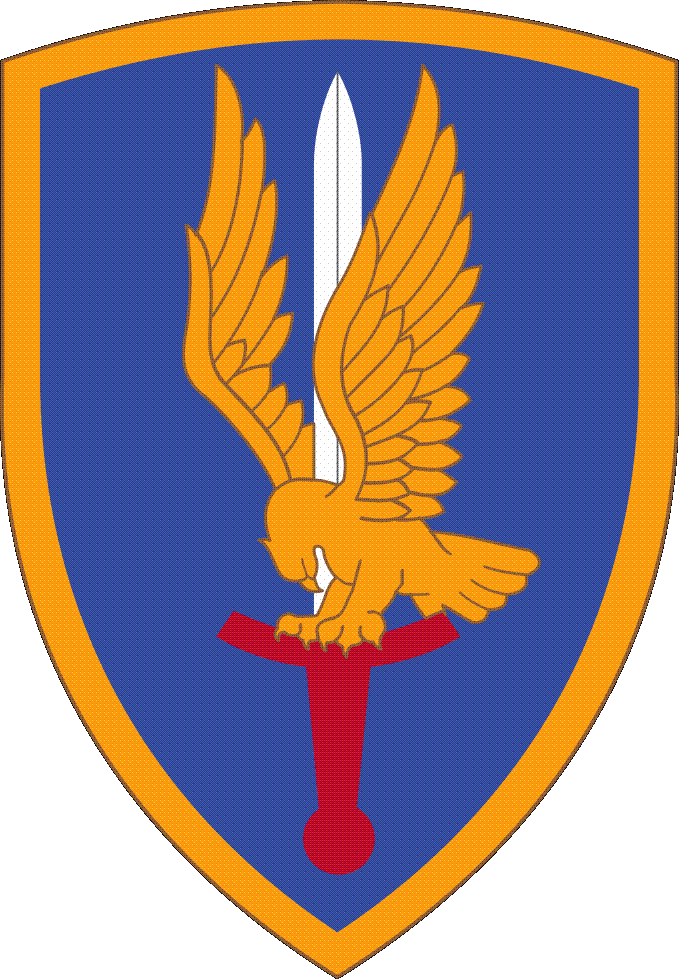
第1航空旅団の部隊章

第1航空旅団には、それぞれ独自の任務を有する4つの異なる大隊が配属されている。第13航空連隊第1大隊、第145航空連隊第1大隊、第210航空連隊第1大隊および第13航空連隊第2大隊（アリゾナ州フォート・ワチューカに所在した無人機システム訓練大隊の後継部隊）である。
第1航空旅団の起源は、ベトナム戦争まで遡る。1965年4月、既に南ベトナムに派遣されていた既存の第13航空大隊、第14航空大隊、第52航空連隊および145航空大隊が、アメリカ陸軍航空旅団（臨時編成）に配属され、戦時編成が整えられた 。1965年8月、アメリカ陸軍航空旅団は、第12航空群へと改編された。その後、その勢力が2倍に拡大され、1966年3月に第1航空旅団へと改編された 。「Vietnam Choppers（ベトナムのヘリコプター）」の著者であるダンスタンは、その戦争の初期に派遣された、多数の独立した航空中隊は、「それらが支援する部隊ごとに別個の手法により運用されていた」ため、担当地域を越えて活動することが困難であった、と記している。旅団編成の目的は、そのような状況において標準化を推進することであった 。
旅団長には、南ベトナム軍事援助司令部（Military Assistance Command Vietnam, MACV）の航空幕僚である准将ジョージ・P・セネフが就任した。ベトナムでは陸軍航空に対する要求事項が戦域ごとに異なっていたため、第1航空旅団は、当初は各アメリカ軍旅団のみに、じ後は各韓国軍旅団にも1個強襲ヘリコプター中隊を配備することとした。また、ベトナム共和国陸軍の部隊を支援する飛行中隊は、最も支援が容易な位置に配置された。旅団は、1個戦闘航空大隊の司令部をもって各歩兵師団を直接支援させ、ある特定の任務のために多数の飛行中隊が配属された場合においても、この大隊司令部の統制により師団の作戦を支援できる体制を整えた。第1航空旅団の司令部およびその付隊は、1966年5月から1967年8月までの間、サイゴンに配置されていた。その後、その司令部は、ロング・ビン分屯地に移設され、1972年初秋にその分屯地が閉鎖されるまでの間、そこに配置されていた。その後、タンソンニャットの南ベトナム軍事援助司令部（MACV）の施設に移り、ベトナム撤退までそこにとどまった。
この間、第52航空大隊は山岳地帯において第4歩兵師団を支援し、第10航空大隊は第101旅団および韓国軍師団を支援し、第11戦闘航空大隊は第1歩兵師団、第214戦闘航空大隊は第9師団、第269航空大隊は第25師団をそれぞれ支援した。第13大隊は、後に完全編成の航空群に昇格され、メコン・デルタにとどまった。第17航空群および第12航空群の2個航空群は、それぞれ第2軍団戦術地域および第3軍団戦術地域における航空戦闘を指導した。これらの航空群の指揮官は、アメリカ軍の地上部隊指揮官の航空参謀を兼務した。
第1航空旅団の兵力は、1970年6月にピークを迎えた。この頃、旅団は、4個戦闘航空群、16個戦闘航空大隊、および83個飛行中隊で編成され、4,000機以上の航空機が装備されるとともに、27,000名以上の兵員が配置されていた 。1971年11月に第1航空旅団に配属された第34全般支援群（航空整備および補給）は、1972年後半までその任務を実施した。1973年1月の停戦合意時には、第1航空旅団の勢力は、4個戦闘航空群全体で人員5,000名、航空機数420機まで減少していた。1973年3月、第1航空旅団はアラバマ州フォート・ラッカーに帰還し、1973年4月6日に戦時編成が解除された。
シェルビー・L・スタントンの著書「Vietnam Order of Battle」によると、ベトナムにおける第1航空旅団の隷下部隊は、次のとおりである。

- 第11、12、16、17、160、165航空群（11th, 12th, 16th, 17th, 160th, 165th Aviation Groups）
- 第164航空群は、1968年に第4軍団戦術地域に所在していた臨時編成の航空群の装備を活用して戦時編成が整えられた部隊であり、ベトナム戦争間は、カントーに配置されていた。1995年以降、その伝統はフォート・ラッカーの第164戦域飛行場運用群に受け継がれた。
- 第10、11、13、14、52、58、145、210、212、214、222、223、268、269、307、308航空大隊（10th, 11th, 13th, 14th, 52nd, 58th, 145th, 210th, 212th, 214th, 222nd, 223rd, 268th, 269th,[9] 307th, 308th Aviation Battalions）
- ファントム、デルタ、キャピタル、第1軍団、バッファロー航空大隊（臨時編成）（PHANTOM, DELTA, CAPITAL, I Corps, BUFFALO Aviation Battalions (Provisional)）
- 第1騎兵連隊第7飛行大隊（7th Squadron, 1st Cavalry Regiment）、舵9騎兵隊第1飛行大隊（1st Squadron, 9th Cavalry）第3-17、7-17騎兵隊（ 3-17, 7-17 Cavalry）、すべての航空騎兵大隊（ all Air Cavalry Squadrons）

1977年2月18日、第1航空旅団は、フォートラッカーにおいて訓練部隊として再編成された。
1970年代の後半から1980年代の初めにかけて、第1航空旅団の指揮を執ったのは、ベトナム戦争の著名な退役軍人であるジョン・バーンセンであった。

第1航空旅団は、戦闘、兵站支援および管理事項などの多くの任務を有していたが、その主たる任務は、航空戦闘に関する将来の指導者たちを訓練し、育成することであった。部隊から収集した教訓事項に加えて、教官などの基幹要員は、旅団以下の航空科部隊のための陸軍航空諸兵科連合教義について、記述、見直しおよび調整が行われている。
幅広い専門軍事教育科目を網羅した課程教育においては、諸兵科連合部隊の戦場における統合が重視されている。戦術訓練には、最新式のシミュレーションが用いられ、学生たちが幅広い戦術シナリオにおいて想定上の戦闘を行いながら、各級部隊の指揮官および参謀の役割を経験できるようになっている。同様に重要なのは、新たな航空職種隊員に対して行われる新任者教育（initial entry training, IET）である。この教育により、航空科部隊におけるそれぞれの職域（occupational specialties）において必要とされる基本的技能が付与される。

アメリカ陸軍無人航空機システムに関するプロジェクト管理の主体である無人航空機システム（UAS）教育研究センターは、総合的能力管理の集中およびUASの統合を推進している。この教育研究センターは、アメリカ陸軍すべての管理・運用組織、必要に応じ国防総省の各統合機関と協力し、現在および将来の全ての有人および無人機におけるUASの相互運用性に関する首尾一貫した戦略の確立に寄与してきた。
TUAS教育研究センターの任務は、次のとおりである。全陸軍機関、統合組織、その他の国防総省機関との統合・調整を行い、すべての有人および無人航空機の現在および将来にわたるUASの相互運用性に関する構想を含む米陸軍UAS戦略を確立する。米陸軍UAS教育研究本部は、それぞれの専門分野において、幅広く豊富な知識、能力および経験を有する専門家たちによって編成されている
第110航空旅団は、3つの駐屯地に所在する4個航空大隊で構成されている。第11航空連隊第1飛行大隊は、米陸軍航空教育研究本部およびフォート・ノボセルならびに全米航空システムに関する航空管制業務を実施している。第14航空連隊第1飛行大隊は、ハンチー陸軍ヘリポートにおいて、AH-64D アパッチ・ロングボウおよびOH-58Dカイオワを用いた飛行訓練を実施している。第212航空連隊第1飛行大隊は、ロウ陸軍ヘリポートおよびシェル陸軍ヘリポートにおいて、OH-58、UH-1 ヒューイおよびUH-60 ブラックホークを用いた戦闘および夜間運用訓練を実施している。第223航空連隊第1飛行大隊は、ケアンズ陸軍飛行場およびノックス陸軍ヘリポートにおいて、CH-47 チヌークおよびC-12ヒューロンを用いた飛行訓練を実施している。

## 訓練
航空教育研究センターの学生たちは、操縦技能を習得すると同時に、第110航空旅団をもってアメリカ軍を支援するための航空装備の運用を行う。通常の学生は、航空学校で15週から18週間、幅広い課目について訓練を受けた後、操縦バッジを授与されて卒業する。USMA、ROTCまたはOCSを卒業して将校に任官した少尉たちは、フォート・ノボセルに到着すると、そこに居住し、2ヵ月間の将校初級指導者課程（Basic Officer Leadership Course, BOLC）を履修する。その課程を卒業したならば、下士官としての勤務経験を有する者が多い准尉たちと一緒の課程に入校する。
課程教育を履修する前に、学生たちは、ダンカー訓練（水没した航空機からの脱出訓練）および陸軍SERE（サバイバル、回避、抵抗および脱出）教育を修了しなければならない。SEREを修了した学生たちは、アメリカ陸軍航空医学学校で新任者回転翼航空医療訓練（Initial Entry Rotary Wing Aeromedical Training, aeromed）を受ける。そこでは、生理、毒物、重力、その他の飛行および人体に関連する事項に飛行が及ぼす影響について、教育が行われる。操縦学校に在籍している間、これらの課程で教育された事項については、教官操縦士（ instructor pilots, IP）による試験が頻繁に行われる。飛行訓練の内容は、個々の学生および履修機種によって異なるが、通常、基本操縦訓練（Basic flight training）、計器飛行訓練（Instrument flight training）および戦闘能力基礎訓練（basic combat skills training）が行われる。基本操縦および計器飛行訓練は、TH-67ベル・ジェットレンジャーを用いて行われる戦闘能力基礎訓練は、OH-58を用いて行われる。

## 大衆メディアへの登場
テレビ番組「特攻野郎Aチーム」（1983-87）において、架空のキャラクターであるアメリカ陸軍大尉のH・M・マードックは、エピソード「A Nice Place to Visit」で第1航空旅団の部隊章を着用していた。
2017年の映画「キングコング: 髑髏（どくろ）島の巨神」の中で、科学研究チームを支援した米陸軍航空部隊は、第1航空旅団の部隊章をジャングル用戦闘服および飛行服に装着していた。